# 레몬 사회주의
레몬 사회주의(Lemon Socialism)란, 자유주의 시장경제가 실패하는 상황에서 정부가 개입해서 사정을 개선시키려고 할 때, 시장에서 가장 비효율적인 부문에 공적자금을 투하하게 되는 아이러니를 일컫는다.
시장의 낙오자를 "레몬"이라고 부르는 데서 비롯되었다. 자본주의에 사회주의를 부분적으로 도입하려 할 때, 최악의 기업에게 보조금을 지원하게 되는 현상을 가리키며, 역으로 동유럽의 국가들이 자본주의를 도입하면서 효율성이 가장 떨어지는 기업을 가장 늦게까지 정부 소관으로 남겨두는 현상도 이에 속한다. 2008년의 금융위기를 맞아 미국 정부가 지출하기로 한 8,000억 달러의 구제금융도 레몬 사회주의의 예 가운데 하나이다.

## 같이 보기
- 정실 자본주의
- 그레셤의 법칙
- 규제 포획
- 대마불사 (경제학)
- 좀비기업